# Loretta Goggi (album 2011)
Loretta Goggi è una raccolta di Loretta Goggi, pubblicata nel 2011.

## Descrizione
L'album fa parte di una serie di raccolte discografiche della collana denominata Rhino Collection, pubblicate su compact disc dalla Rhino Records e raccoglie 14 brani dalla discografia di Loretta Goggi, incisi tra il 1975 ed il 1991, nel periodo in cui la cantante era sotto contratto con le etichette CGD, WEA Italiana e Fonit Cetra escludendo quindi il periodo Durium.
La raccolta contiene tutti brani già inseriti in altre compilation, fatta eccezione per La marcia dei bambini che vanno a letto, brano dedicato ai più piccoli, lato b del singolo Cicciottella.
Il disco è stato pubblicato in un'unica edizione in CD, con il numero di catalogo 5052498-9806-5-9, anche come download digitale e sulle piattaforme streaming.

## Tracce
1. Dirtelo, non dirtelo
2. Ma chi sei
3. Loretta con la "O"
4. Cammino fra la pioggia
5. Notte matta
6. Pupo Pupazzo
7. Monsieur Voulez Vous Dancer?
8. Ce stanno altre cose
9. È meglio ridere
10. Cicciottella
11. La marcia dei bambini che vanno a letto
12. L'aria del sabato sera
13. Maledetta primavera
14. Questa notte dormo qui